# Marktplatzprobe
Die Marktplatzprobe (engl.: Town square test) ist ein vom israelischen Politiker und ehemaligen sowjetischen Dissidenten Natan Scharanski geprägter politischer Begriff. Mit dieser Probe soll die Freiheitlichkeit einer Gesellschaft geprüft werden können.
Scharanski prägte den Begriff in seinem Buch The Case for Democracy, das im Jahr 2004 erschien:
If a person cannot walk into the middle of the town square and express his or her views without fear of arrest, imprisonment, or physical harm, then that person is living in a fear society, not a free society. We cannot rest until every person living in a "fear society" has finally won their freedom.
dt. Übersetzung:
„Wenn eine Person nicht das Zentrum des Marktplatzes betreten und dort ihre Meinung frei äußern kann, ohne befürchten zu müssen, dass sie verhaftet, inhaftiert oder körperlich versehrt wird, dann lebt diese Person in einer Gesellschaft der Angst, nicht in einer freien Gesellschaft. Wir dürfen nicht ruhen, bis jeder, der in einer solchen ‚Gesellschaft der Angst‘ lebt, endlich seine Freiheit erlangt hat.“
Der Begriff erlangte durch die Verwendung durch zwei hochrangige amerikanische Politiker Verbreitung. George W. Bush, ehemaliger Präsident der Vereinigten Staaten, empfahl das Buch in einem Interview mit der Washington Times. Condoleezza Rice zitierte Scharanski in ihrer Anhörung vor dem Senatsausschuss für auswärtige Angelegenheiten vor ihrer Berufung zur Außenministerin, in der sie auch den Begriff „Vorposten der Tyrannei“ prägte.

## Verweise